# Julivert gegant
El julivert gegant o pampa del Caucas (Heracleum mantegazzianum) és una espècie de planta membre de la família Apiaceae originària de la regió del Caucas i Àsia central. És una espècie invasora i verinosa. A l'Alguer es diu àpiu bord gegant.
L'expansió ràpida a l'Europa mitjana i septentrional és preocupant, no només per la toxicitat, sinó també perquè foragita altres espècies que no poden sobreviure sota les fulles enormes. A Catalunya, s'ha constatat unes primeres colònies a la vall de l'alt Segre el 2012, que es van expandir progressivament cap avall a tot el riu. El 2016 el govern provincial ha llançat un programa anual de control.
Com el nom indica, es distingeix per una grandària de dos a cinc metres d'alçada. S'assembla als més petites Heracleum sosnowskyi i Angelica archangelica. Es caracteritza per les tiges buides que arriben fins als 3-10 cm de diàmetre. Floreix a la fi de l'estiu i produeix llavors seques, el·líptiques, aplanades i molt nombroses (entre 10.000 i 20.000). És una planta biennal, que tot i això, en circumstàncies adverses com ara la manca d' insolació, pot sobreviure fins a deu anys abans de florir. Després de florir mor.
Arreu del territori espanyol està catalogada com a espècie exòtica invasora. Entre altres, això implica que és prohibit comercialitzar-la i introduir-la al medi natural. Tampoc es poden reintroduir exemplars que hagin estat extrets de la natura.

## Planta verinosa per l'home i els animals
És una de les espècies més tòxiques del gènere heracleum, totes les quals produeixen substàncies del grup dels furanocumarines, que sota la influència dels raigs ultraviolats del sol esdevenen extremament fototòxics per a la pell, tant per a humans com animals. Totes les parts, compreses les parts mortes són tòxiques.

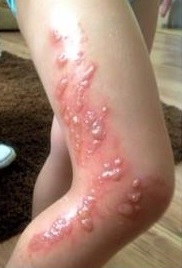
Reacció de la pell després de contacte amb julivert gegant

Després de tocar la planta amb la pell i sota la llum es creen edemes o butllofes que s'assemblen molt a cremades, molt doloroses. Es guareixen molt a poc a poc i les zones infectades de la pell romanen sensibles a la llum ultraviolada durant anys. S'aconsella sempre portar vestits i ulleres protectors quan s'ha de tractar les plantes. En cas de contacte no protegit amb la planta, s'ha de protegir del Sol i cercar assistència mèdica. És tant més perillosa perquè la reacció cutània no és immediata, i les persones que desconeixen aquesta planta força decorativa no sempre fan la relació de causa a efecte.

## Planta invasora

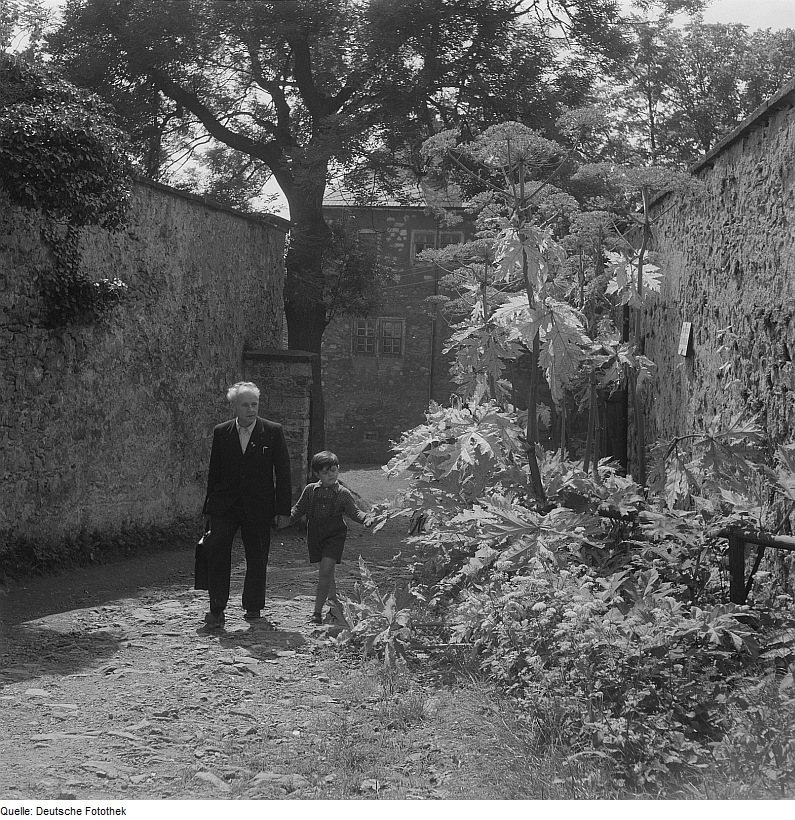
Home, nen i julivert gegant

És una espècie invasora als Estats Units i Europa occidental. La dispersió va tenir tres raons. Inicialment es va introduir com a planta decorativa. Els apicultors la van promoure per les flors abundants. Sobretot a Rússia se'l va conrear com a farratge. S'en valorava el creixement ràpid: assecada, dona un rendiment de sis a set tones de farratge per hectàrea. Això ja no es fa, com que dona un gust amarg desagradable a la llet i la carn bovina.
El 2016, la Unió Europea la va inscriure a la llista de les espècies de major preocupació. El Govern d'Espanya va inscriure l'Heracleum mantegazzianum al Catàleg espanyol d'espècies invasores l'11 de desembre de 2011 per Reial Decret. El decret prohibeix la introducció al medi natural de tota espècie invasora a tot el territori de l'estat i prohibeix la possessió, el transport, el tràfic i el comerç d'exemplars vius o morts, de restes o de propàguls. Només per a raons d'investigació, salut i securitat de persones, l'administració pot concedir excepcions. El decret també estipula l'estratègia de prevenció i d'erradicació i les sancions en cas de contravenció. A la zona mediterrània encara és rara. A Alemanya, al contrari, es calcula que el cost dels danys causats pel julivert gegant per l'erosió a les ribes són d'uns dotze milions d'euros per any.
A Catalunya, un primer focus d'infecció s'ha constatat el 2012 a les ribes del riu Segre, probablement provocat per una expansió natural després d'un ús decoratiu en jardins o parcs. La dimensió, la rapidesa de creixement i les desenes de milers de llavors que produeix en fan una planta molt eficaç. Com que les fulles comencen a créixer força aviat en l'any, expulsa la vegetació autòctona més tardana, que troba difícil sobreviure sota l'ombra del julivert. Li és menester molta aigua i a les zones més àrides del Mediterrani s'expandeix sobretot seguint les lleres dels rius.

## Control
El control més eficaç es fa per extracció mecànica amb l'arrel, amb millors resultats quan es fa ràpidament a l'inici de la invasió quan les plantes joves encara no s'han arrelat profundament. La mera sega només és eficaç si es repeteix regularment en una mateixa estació, perquè l'arrel té molt de vigor per a rebrotar. El control amb remugants no serveix, perquè la carn o la llet agafen mal gust. Tallar la flor abans que les llavors maduren té un efecte contraindicat, ja que el julivert tendeix a traure brots nous, encara més grossos que els brots tallats.
Contra colònies joves, que encara no han florit, n'hi ha prou amb arrencar una vegada i un control l'any següent. A colònies establertes, cal vetllar uns quants anys, perquè 0,1% de les llavors queden viables fins a set anys. Sembla poc, però per una planta que en produeix fins a vint mil, és molt.
El control químic només funciona amb herbicides com el triclopir, d'impacte ambiental baix, o el glifosat, força tòxic per a l'humà i la fauna, suspecte de provocar càncer quan entra en el circuit alimentari. Sigui quin que sigui el mètode de control utilitzat, només convé apropar-se al julivert gegant amb un vestit de protecció complet.